# Olimpiada szachowa 2022
44. Olimpiada szachowa 2022 (zarówno w konkurencji kobiet, jak i mężczyzn) była rozgrywana w indyjskim Ćennaju w 2022 roku. Prawo do organizacji olimpiady indyjskie miasto zdobyło 15 marca 2022 r., po tym jak pierwotny gospodarz jakim miała być Moskwa została pozbawiona praw organizacyjnych z powodu rosyjskiej inwazji na Ukrainę.
Zawodnicy i zawodniczki grali tempem czasowym 90 minut na wykonanie pierwszych 40 posunięć w partii, następnie z dodatkowymi 30 minutami na dokończenie partii. Dodatkowo zawodnicy i zawodniczki od 1. ruchu otrzymywali po 30 sekund za każdy ruch.

## Uczestnicy
Rekord ustanowiła liczba 188 drużyn, reprezentujących 186 federacji narodowych. Indie jako gospodarz wystawiły trzy drużyny. W turnieju kobiet rywalizowało 162 drużyny, reprezentujących 160 federacji, co także było rekordem reprezentacji. Antyle Holenderskie, aczkolwiek nieistniejący podmiot od 2010 roku, może wystawiać drużyny pod tą nazwą, ponieważ Federacja Szachowa Curaçao pozostaje oficjalnie zarejestrowana jako reprezentująca rozwiązany kraj w katalogu FIDE.
| Drużyny uczestniczące na olimpiadzie szachowej 2022 |
| --- |
| - Afganistan - Albania - Algieria - Andora - Angola - Argentyna - Armenia - Aruba - Australia - Austria - Azerbejdżan - Bahamy - Bahrajn - Bangladesz - Barbados - Belgia - Bermudy - Bhutan - Boliwia - Botswana - Brazylia - Brytyjskie Wyspy Dziewicze - Brunei - Bułgaria - Burundi - Kamerun - Kanada - Republika Zielonego Przylądka - Kajmany - Republika Środkowoafrykańska - Czad - Chile - Chińskie Tajpej - Kolumbia - Kamerun - Kostaryka - Chorwacja - Kuba - Cypr - Czechy - Demokratyczna Republika Konga - Dania - Dżibuti - Dominika - Dominikana - Ekwador - Egipt - Salwador - Anglia - Gwinea Równikowa - Erytrea - Estonia - Etiopia - Wyspy Owcze - Finlandia - Francja - Gabon - Gambia - Gruzja - Niemcy - Ghana - Grecja - Guam - Gwatemala - Guernsey - Gujana - Haiti - Honduras - Hongkong - Węgry - Islandia - Indie (gospodarz) - Indie-2 - Indie-3 - Indonezja - Iran - Irak - Irlandia - Izrael - Włochy - Wybrzeże Kości Słoniowej - Jamajka - Japonia - Jersey - Jordania - Kazachstan - Kenia - Kosowo - Kuwejt - Kirgistan - Łotwa - Liban - Lesotho - Liberia - Libia - Liechtenstein - Litwa - Luksemburg - Makau - Madagaskar - Malawi - Malezja - Malediwy - Mali - Malta - Mauretania - Mauritius - Meksyk - Mołdawia - Monako - Mongolia - Czarnogóra - Maroko - Mozambik - Mjanma - Namibia - Nauru - Nepal - Holandia - Curaçao (Antyle Holenderskie) - Nowa Zelandia - Nikaragua - Nigeria - Macedonia Północna - Norwegia - Oman - Pakistan - Palau - Palestyna - Panama - Papua-Nowa Gwinea - Paragwaj - Peru - Filipiny - Polska - Portugalia - Portoryko - Katar - Rumunia - Rwanda - Saint Kitts i Nevis - Saint Lucia - Saint Vincent i Grenadyny - San Marino - Wyspy Świętego Tomasza i Książęca - Arabia Saudyjska - Szkocja - Senegal - Serbia - Seszele - Sierra Leone - Singapur - Słowacja - Słowenia - Somalia - Południowa Afryka - Korea Południowa - Sudan Południowy - Hiszpania - Sri Lanka - Sudan - Surinam - Szwecja - Szwajcaria - Syria - Tadżykistan - Tanzania - Tajlandia - Timor Wschodni - Togo - Trynidad i Tobago - Tunezja - Turcja - Turkmenistan - Uganda - Ukraina - Zjednoczone Emiraty Arabskie - Stany Zjednoczone - Wyspy Dziewicze Stanów Zjednoczonych - Urugwaj - Uzbekistan - Wenezuela - Wietnam - Walia - Jemen - Zambia - Zimbabwe |
| Notki - Reprezentacje oznaczone kursywą oznaczają reprezentacje które uczestniczyły wyłącznie w turnieju kategorii open. - Reprezentacje oznaczone tłustą czcionką oznaczają reprezentacje które uczestniczyły wyłącznie w turnieju kategorii kobiet. - Reprezentacje oznaczone przekreśleniem oznaczają reprezentacje które zarejestrowały się w wydarzeniu, ale wycofały się lub nie mogły uczestniczyć przed jego rozpoczęciem. |

## Kalendarz
Wszystkie daty w czasie (UTC+5:30)
| CO | Ceremonia otwarcia | A | Spotkanie arbitrów | K | Spotkanie kapitanów | 1 | Rozgrywane zawody | PR | Przerwa | CZ | Ceremonia zamknięcia |

| Lipiec/Sierpień | Lipiec/Sierpień | 28 Cz. | 29 Pt. | 30 Sb. | 31 Nd. | 1 Pn. | 2 Wt. | 3 Sr. | 4 Cz. | 5 Pt. | 6 Sb. | 7 Nd. | 8 Pn. | 9 Wt. |
| --------------- | --------------- | ------ | ------ | ------ | ------ | ----- | ----- | ----- | ----- | ----- | ----- | ----- | ----- | ----- |
| Ceremonie       | Ceremonie       | CO     |        |        |        |       |       |       |       |       |       |       |       | CZ    |
| Spotkania       | Spotkania       | A      |        |        |        |       |       |       |       |       |       |       |       |       |
| Spotkania       | Spotkania       | K      |        |        |        |       |       |       |       |       |       |       |       |       |
| Turniej         | Turniej         |        | 1      | 2      | 3      | 4     | 5     | 6     | PR    | 7     | 8     | 9     | 10    | 11    |

## Olimpiada szachowa otwarta

### Wyniki
Wyniki końcowe czołówki (188 drużyn, system szwajcarski, 11 rund).
| Miejsce | Kraj              | Punkty | Punktacja pomocnicza |
| ------- | ----------------- | ------ | -------------------- |
| 1       | Uzbekistan        | 19     | 435                  |
| 2       | Armenia           | 19     | 382,5                |
| 3       | Indie-2           | 18     | 427,5                |
| 4       | Indie             | 17     | 409                  |
| 5       | Stany Zjednoczone | 17     | 352                  |
| 6       | Mołdawia          | 16     | 316,5                |
| 7       | Azerbejdżan       | 16     | 351,5                |
| 8       | Węgry             | 16     | 341,5                |
| 9       | Polska            | 16     | 322,5                |
| 10      | Litwa             | 16     | 297                  |
| 11      | Holandia          | 15     | 362,5                |
| 12      | Hiszpania         | 15     | 356,5                |
| 13      | Francja           | 15     | 353                  |
| 14      | Anglia            | 15     | 348,5                |
| 15      | Grecja            | 15     | 331                  |
| 16      | Izrael            | 15     | 326                  |
| 17      | Kazachstan        | 15     | 322,5                |
| 18      | Niemcy            | 15     | 321                  |
| 19      | Kuba              | 15     | 319                  |
| 20      | Serbia            | 15     | 315,5                |

| Miejsce | Kraj       | Punkty | Punktacja pomocnicza |
| ------- | ---------- | ------ | -------------------- |
| 21      | Brazylia   | 15     | 306                  |
| 22      | Czarnogóra | 15     | 299                  |
| 23      | Austria    | 15     | 283,5                |
| 24      | Peru       | 15     | 278                  |
| 25      | Czechy     | 14     | 352,5                |
| 26      | Iran       | 14     | 344,5                |
| 27      | Gruzja     | 14     | 334                  |
| 28      | Turcja     | 14     | 333,5                |
| 29      | Ukraina    | 14     | 326,5                |
| 30      | Australia  | 14     | 219,5                |
| 31      | Indie-3    | 14     | 311,5                |
| 32      | Filipiny   | 14     | 305,5                |
| 33      | Argentyna  | 14     | 299,5                |
| 34      | Indie      | 14     | 298,5                |
| 35      | Mongolia   | 14     | 297,5                |
| 36      | Egipt      | 14     | 284,5                |
| 37      | Szwecja    | 14     | 275,5                |
| 38      | Chile      | 14     | 275                  |
| 39      | Słowacja   | 14     | 269                  |
| 40      | Islandia   | 14     | 254,5                |

### Medaliści drużynowi
| Medale złote | Medale srebrne | Medale brązowe                                                                                                 |
| Uzbekistan 1. Nodirbek Abdusattorov · 2. Nodirbek Yakubboyev · 3. Javohir Sindarov · 4. Jahongir Vaxidov · 5. Shamsiddin Voxidov · | Armenia 1. Gabriel Sarksjan · 2. Hrant Melkumian · 3. Samwel Ter-Sahakian · 4. Mamuel Petrosjan · 5. Robert Howhannisjan · | Indie-2 1. Dommaraju Gukesh 2. Nihal Sarin 3. Rameshbabu Praggnanandhaa 4. Baskaran Adhiban 5. Raunak Sadhwani |

### Medaliści za wyniki indywidualne
| Szachownica | Złote            | Złote | Srebrne               | Srebrne | Brązowe                   | Brązowe |
| I           | Dommaraju Gukesh | 2867  | Nodirbek Abdusattorov | 2803    | Magnus Carlsen            | 2803    |
| II          | Nihal Sarin      | 2774  | Nikolaos Theodorou    | 2764    | Nodirbek Yakubboyev       | 2759    |
| III         | David Howell     | 2898  | Arjun Erigaisi        | 2767    | Rameshbabu Praggnanandhaa | 2767    |
| IV          | Jahongir Vaxidov | 2813  | Paulius Pultinevičius | 2787    | Jaime Santos Latasa       | 2729    |
| V           | Mateusz Bartel   | 2778  | Robert Howhannisjan   | 2679    | Wołodymyr Onyszczuk       | 2642    |

### Wyniki reprezentantów Polski
| Runda | Państwo    | Szach. 1 Jan-Krzysztof Duda 2750 | Szach. 1 Jan-Krzysztof Duda 2750 | Szach. 2 Radosław Wojtaszek 2708  | Szach. 2 Radosław Wojtaszek 2708 | Szach. 3 Kacper Piorun 2636   | Szach. 3 Kacper Piorun 2636 | Szach. 4 Wojciech Moranda 2636 | Szach. 4 Wojciech Moranda 2636 | Szach. 5 Mateusz Bartel 2597        | Szach. 5 Mateusz Bartel 2597 | Wynik |
| ----- | ---------- | -------------------------------- | -------------------------------- | --------------------------------- | -------------------------------- | ----------------------------- | --------------------------- | ------------------------------ | ------------------------------ | ----------------------------------- | ---------------------------- | ----- |
| 1     | Syria      |                                  |                                  | Aram Chekh Adm Khedr 2147         | 1                                | Amer Altorky 2040             | 1                           | Malek Koniahli 2238            | 1                              | Bashir Eiti 2337                    | 1                            | 4     |
| 2     | Kolumbia   |                                  |                                  | Jose Gabriel Cardoso Cardoso 2493 | 1                                | Santiago Avila Pavas 2453     | 1                           | Sebastian Felipe Sanchez 2440  | ½                              | Esteban Alb Valderrama Quiceno 2436 | ½                            | 3     |
| 3     | Australia  | Anton Smirnow 2600               | 1                                | Temur Kujbokarow 2583             | 0                                | Bobby Cheng 2540              | ½                           |                                |                                | Zong-Yuan Zhao 2513                 | 1                            | 2½    |
| 4     | Rumunia    | Bogdan-Daniel Deac 2692          | ½                                | Constantin Lupulescu 2628         | ½                                | Mircea-Emilian Parligras 2576 | ½                           | David Gavrilescu 2525          | ½                              |                                     |                              | 2     |
| 5     | Francja    | Jules Moussard 2672              | ½                                | Laurent Fressinet 2631            | 1                                |                               |                             | Maxime Lagarde 2631            | 0                              | Marc`Andria Maurizzi 2506           | ½                            | 2     |
| 6     | Serbia     | Aleksandar Inđić 2620            | ½                                | Velimir Ivić 2581                 | ½                                | Robert Markuš 2616            | 0                           |                                |                                | Miloš Perunović 2539                | ½                            | 1½    |
| 7     | Filipiny   | Mark Paragua 2461                | 0                                |                                   |                                  | Rogelio Barcenilla 2463       | ½                           | John Paul Gomez 2451           | ½                              | Darwin Laylo 2432                   | 1                            | 2     |
| 8     | Czarnogóra |                                  |                                  | Denis Kadrić 2554                 | 0                                | Nikola Đukić 2526             | ½                           | Luka Drašković 2506            | ½                              | Dragiša Blagojević 2499             | 1                            | 2     |
| 9     | Mongolia   |                                  |                                  | Ganzorig Amartuvshin 2409         | ½                                | Bayarsaikhan Gundavaa 2503    | 1                           | Sumiya Bilguun 2463            | ½                              | Sugaryn Gan-Erdene 2428             | 1                            | 3     |
| 10    | Szwecja    |                                  |                                  | Nils Grandelius 2655              | ½                                | Erik Blomqvist 2521           | 1                           | Tiger Hillarp Persson 2516     | 0                              | Emanuel Berg 2533                   | 1                            | 2½    |
| 11    | Turcja     |                                  |                                  | Mustafa Yılmaz 2634               | ½                                | Emre Can 2606                 | 1                           | Cemil Can Ali Marandi 2561     | 0                              | Dragan Šolak 2594                   | 1                            | 2½    |
|       |            | 2½/5                             | 2½/5                             | 5½/10                             | 5½/10                            | 7/10                          | 7/10                        | 3½/9                           | 3½/9                           | 8½/10                               | 8½/10                        |       |

## Olimpiada szachowa kobiet

### Wyniki
Wyniki końcowe czołówki (162 drużyny, system szwajcarski, 11 rund).
| Miejsce | Kraj              | Punkty | Punktacja pomocnicza |
| ------- | ----------------- | ------ | -------------------- |
| 1       | Ukraina           | 18     | 413,5                |
| 2       | Gruzja            | 18     | 392                  |
| 3       | Indie             | 17     | 396,5                |
| 4       | Stany Zjednoczone | 17     | 390                  |
| 5       | Kazachstan        | 17     | 352                  |
| 6       | Polska            | 16     | 396                  |
| 7       | Azerbejdżan       | 16     | 389                  |
| 8       | Indie-2           | 16     | 369,5                |
| 9       | Bułgaria          | 16     | 361                  |
| 10      | Niemcy            | 16     | 344,5                |
| 11      | Węgry             | 16     | 340,5                |
| 12      | Armenia           | 16     | 333                  |
| 13      | Serbia            | 16     | 326                  |
| 14      | Słowacja          | 16     | 277                  |
| 15      | Mongolia          | 15     | 350                  |
| 16      | Czechy            | 15     | 318                  |
| 17      | Indie-3           | 15     | 313                  |
| 18      | Litwa             | 15     | 298                  |
| 19      | Kuba              | 15     | 293,5                |
| 20      | Holandia          | 15     | 292,5                |

| Miejsce | Kraj       | Punkty | Punktacja pomocnicza |
| ------- | ---------- | ------ | -------------------- |
| 21      | Hiszpania  | 14     | 339                  |
| 22      | Francja    | 14     | 328                  |
| 23      | Rumunia    | 14     | 325,5                |
| 24      | Indonezja  | 14     | 324                  |
| 25      | Izrael     | 14     | 322,5                |
| 26      | Estonia    | 14     | 321                  |
| 27      | Peru       | 14     | 310                  |
| 28      | Grecja     | 14     | 308                  |
| 29      | Włochy     | 14     | 288                  |
| 30      | Iran       | 14     | 283,5                |
| 31      | Uzbekistan | 14     | 277                  |
| 32      | Anglia     | 14     | 274                  |
| 33      | Chorwacja  | 14     | 259,5                |
| 34      | Argentyna  | 14     | 252                  |
| 35      | Słowenia   | 13     | 290                  |
| 36      | Austria    | 13     | 290                  |
| 37      | Filipiny   | 13     | 285,5                |
| 38      | Chile      | 13     | 285                  |
| 39      | Brazylia   | 13     | 280,5                |
| 40      | Szwecja    | 13     | 279                  |

### Medalistki drużynowe
| Medale złote                                                                                             | Medale srebrne                                                                                                 | Medale brązowe                                                                                         |
| Ukraina 1. Marija Muzyczuk · 2. Anna Muzyczuk · 3. Anna Uszenina · 4. Natalija Buksa · 5. Iulija Osmak · | Gruzja 1. Nana Dzagnidze · 2. Nino Baciaszwili · 3. Lela Dżawachiszwili · 4. Salome Melia · 5. Meri Arabidze · | Indie 1. Humpy Koneru · 2. Dronavalli Harika · 3. R Vaishali · 4. Tania Sachdev · 5. Bhakti Kulkarni · |

### Medalistki za wyniki indywidualne
| Szachownica | Złote                | Złote | Srebrne           | Srebrne | Brązowe           | Brązowe |
| I           | Pia Cramling         | 2532  | Eline Roebers     | 2532    | Żansaja Abdumalik | 2529    |
| II          | Nino Baciaszwili     | 2504  | Anna Muzyczuk     | 2472    | Khanim Balajajewa | 2454    |
| III         | Oliwia Kiołbasa      | 2565  | Anna Uszenina     | 2528    | R Vaishali        | 2452    |
| IV          | Bat-Erdene Mungunzul | 2460  | Maria Malicka     | 2453    | Tania Sachdev     | 2441    |
| V           | Jana Schneider       | 2414  | Ulwija Fatalijewa | 2312    | Divya Deshmukh    | 2298    |

### Wyniki reprezentantek Polski
| Runda | Państwo   | Szach. 1 Alina Kaszlinska 2505 | Szach. 1 Alina Kaszlinska 2505 | Szach. 2 Monika Soćko 2416 | Szach. 2 Monika Soćko 2416 | Szach. 3 Oliwia Kiołbasa 2376    | Szach. 3 Oliwia Kiołbasa 2376 | Szach. 4 Maria Malicka 2393 | Szach. 4 Maria Malicka 2393 | Szach. 5 Michalina Rudzińska 2315 | Szach. 5 Michalina Rudzińska 2315 | Wynik |
| ----- | --------- | ------------------------------ | ------------------------------ | -------------------------- | -------------------------- | -------------------------------- | ----------------------------- | --------------------------- | --------------------------- | --------------------------------- | --------------------------------- | ----- |
| 1     | Syria     |                                |                                | Ola Mahmoud 0              | 1                          | Fatema Alzahraa Ahmad Murad 1791 | 1                             | Roula Mahmoud 1765          | 1                           | Manar Khalil 1831                 | 1                                 | 4     |
| 2     | Chorwacja | Mirjana Medić 2194             | ½                              |                            |                            | Ana Berke 2163                   | 1                             | Anamarija Radiković 2099    | 1                           | Tihana Iveković 2082              | 1                                 | 3½    |
| 3     | Wietnam   | Võ Thị Kim Phụng 2333          | 1                              | Hoàng Thị Bảo Trâm 2288    | ½                          | Nguyễn Thị Mai Hưng 2223         | 1                             | Bạch Ngọc Thùy Dương 2192   | ½                           |                                   |                                   | 3     |
| 4     | Holandia  | Eline Roebers 2344             | ½                              | Zhaoqin Peng 2349          | 1                          | Machteld Van Foreest 2299        | 1                             |                             |                             | Tea Lanchava 2257                 | 1                                 | 3½    |
| 5     | Rumunia   | Irina Bulmaga 2394             | ½                              | Mihaela Sandu 2297         | 0                          | Alessia-Mihaela Ciolacu 2163     | 1                             |                             |                             | Elena-Luminita Cosma 2248         | 0                                 | 1½    |
| 6     | Serbia    | Teodora Injac 2372             | 1                              | Tijana Blagojevic 2330     | 1                          | Jovana Erić 2271                 | 1                             | Adela Velikic 2273          | 1                           |                                   |                                   | 4     |
| 7     | Bułgaria  | Nurgiul Salimowa 2416          | 0                              | Gergana Pejczewa 2295      | ½                          | Bielosława Krastewa 2249         | 1                             | Gabriela Antowa 2275        | ½                           |                                   |                                   | 2     |
| 8     | Indie-3   | Eesha Karavade 2339            | ½                              |                            |                            | P. V. Nandhidhaa 2312            | 1                             | Bodda Pratyusha 2310        | 1                           | Vasnawala Vishwa 2305             | ½                                 | 3     |
| 9     | Indie     | Humpy Koneru 2586              | ½                              | Dronavalli Harika 2517     | ½                          | R Vaishali 2442                  | 1                             | Tania Sachdev 2399          | ½                           |                                   |                                   | 2½    |
| 10    | Gruzja    | Nana Dzagnidze 2531            | ½                              | Nino Baciaszwili 2466      | 0                          | Lela Dżawachiszwili 2476         | ½                             | Salome Melia 2384           | 1                           |                                   |                                   | 2     |
| 11    | Ukraina   | Marija Muzyczuk 2540           | 0                              | Anna Muzyczuk 2529         | ½                          | Anna Uszenina 2423               | 0                             | Natalija Buksa 2401         | ½                           |                                   |                                   | 1     |
|       |           | 5/10                           | 5/10                           | 5/9                        | 5/9                        | 9½/11                            | 9½/11                         | 7/9                         | 7/9                         | 3½/5                              | 3½/5                              |       |